# Per Albin-torp

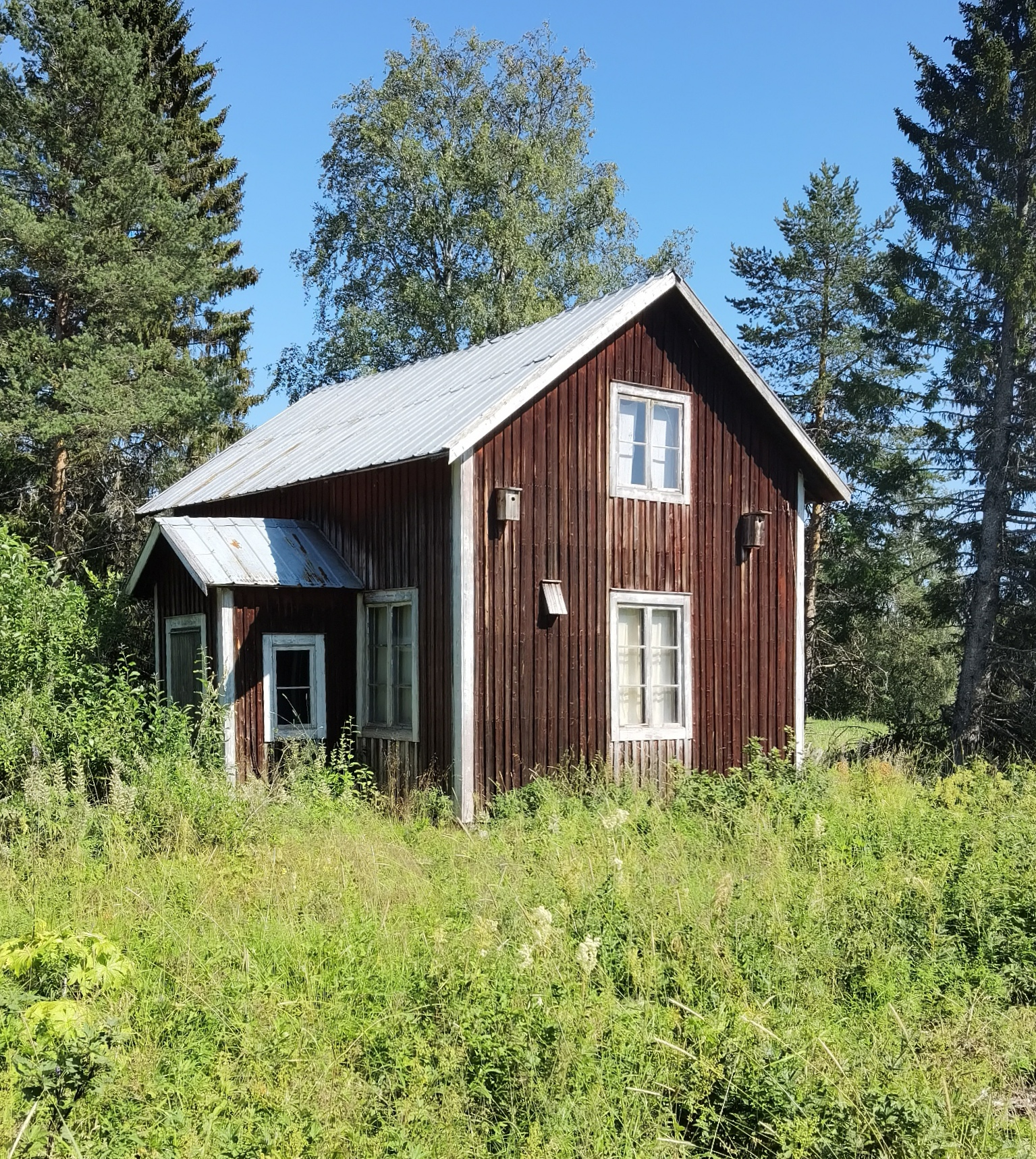
Bevarat Per Albin-torp i Håxåsflon, Jämtland.

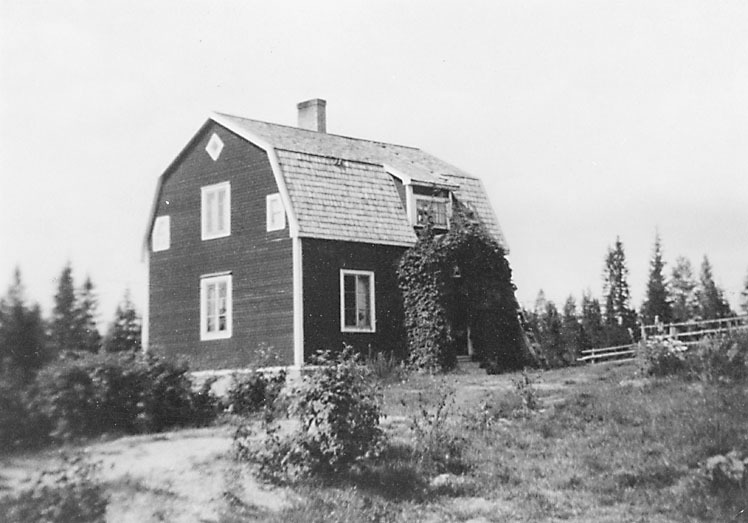
Per Albin-torp på Björnberget i Vänsjö, uppfört på 1930-talet.

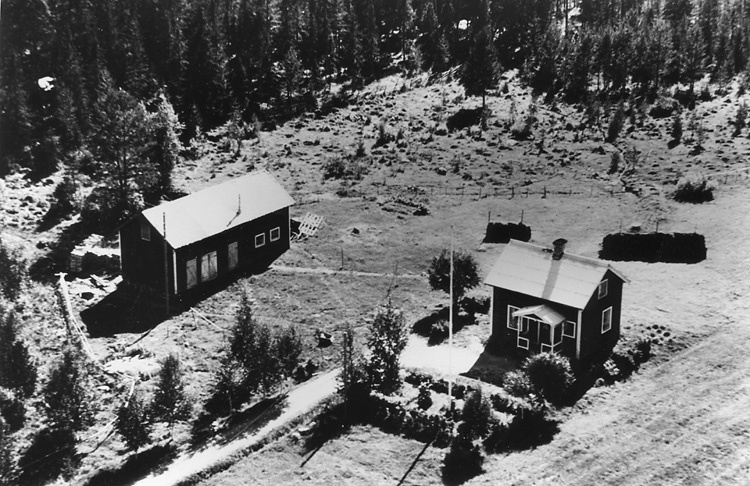
Per Albintorp med tillhörande ekonomibyggnad i Strömsund, Jämtland.

Per Albin-torp var en särskild typ av småbruk i Sverige som uppfördes med statligt stöd från och med 1933. Syftet var att ge framför allt skogs- och jordbruksarbetare möjlighet till ett eget hem med tillhörande jordbruk på några hektar mark.

## Bakgrund
Initiativet till Per Albin-torpen uppstod under depressionen i början av 1930-talet, då det rådde stor arbetslöshet och dåliga bostadsförhållanden på landsbygden. En kungörelse sommaren 1933 gjorde det möjligt för flottare och arbetare inom jord- och skogsbruk att ansöka om förmånliga, räntefria lån för att bygga så kallade arbetarsmåbruk. Syftet var både att skapa sysselsättning och möjliggöra självförsörjning, och lånet på cirka 6 000 kronor skulle täcka kostnader för mark, hus och ladugård. De första torpen byggdes i Norrland, norra Dalarna och norra Värmland, men modellen spreds över hela landet.

## Utformning
Torpen byggdes enligt standardiserade ritningar. Ett typiskt Per Albin-torp bestod av ett fyrkantigt bostadshus med kök och alkov på nedervåningen, och en mindre övervåning som kunde inredas om ekonomin tillät. Från 1940 kunde familjer med fler än tre barn få ett extra bidrag för att inreda vinden. Torpen byggdes ofta på 2–3 hektar mark, varav en hektar var obruten och resten odlingsbar.

## Avveckling och omvandling
Efter andra världskriget minskade behovet av småbruk. Låneverksamheten avslutades 1948 och 1961 efterskänktes kvarvarande skulder på småbruken. Många småbrukare lämnade sina torp på grund av att de inte kunde uppfylla uppodlingskraven, eller att de saknade vana vid djurhållning. I dag används många av torpen som fritidshus, hästgårdar eller har byggts om till permanenta bostäder.
Ett rekonstruerat Per Albin-torp finns att besöka vid Jamtli i Östersund. Där visas en tidstypisk miljö från 1942, både bostad och ladugård.